# Svalbard (belarussische Band)
Svalbard ist ein deutschsprachiges Musikprojekt des Belarussen Vicheslav Shenderovich aus Homel.

## Geschichte und Stil
Svalbard wurde 2006 als Soloprojekt von Vicheslav Shenderovich ins Leben gerufen. Mit dem Namen wird Bezug genommen zur gleichnamigen norwegischen Inselgruppe, auf der seit 1912 russische Bergbausiedlungen existieren. Im Winter 2007 wurde das Demo Stille produziert. Der erste Liveauftritt fand im Rahmen des internationalen Crivia Aeterna Festivals statt. Kurz darauf wuchs das Projekt zu einer Band und der Stil wandelte sich von Dark Ambient hin zu Military Pop und Martial Industrial mit neoklassischen Einflüssen. Seitdem zeichnet sich „K.S.“ für die Texte verantwortlich. 2009 kam die Band beim Sankt Petersburger Plattenlabel „Der Angriff“ unter Vertrag und veröffentlichte das erste Album Treue Vaterland Jugend. Das Album enthält neben eigenen Texten Vertonungen von Friedrich Hölderlins Das Schicksal, einen Auszug aus Rainer Maria Rilkes Sonetten an Orpheus und Nikolaus Lenaus Verzweiflung. Die Vertonung von Hölderlins Schicksal ist zugleich ein musikalisches Cover von der Band Orplid. Seit 2010 steht die Band beim deutschen Plattenlabel Lichterklang unter Vertrag.

## Nebenprojekte
Neben Svalbard gründete Vicheslav Shenderovich gemeinsam mit anderen Musikern 2010 die Band Angry Young Formation und trat dem Projekt Morgentaina bei. 2013 gründete er außerdem das rein instrumentale Neoklassik-Projekt Vintersolverv, sowie das Neofolk-Projekt Erde, dessen Debütalbum über Steinklang Industries veröffentlicht wurde.
Am 23. März 2018 erschien das Vintersolverv Debütalbum mit dem Titel Frost På Träden über Infinite Fog Productions.

## Diskografie
Als Svalbard:
- 2007: Stille (CD; Eigenvertrieb)
- 2009: Pahonya (CD; Stigmata Release)
- 2009: Treue Vaterland Jugend (CD; Der Angriff / Indiestate Distribution)
- 2010: Heimkunft (CD; Lichterklang)
- 2012: Der Letzte Blick zurück (CD/CD+CDR; Lichterklang) Erschien in 2 limitierten Versionen.

Als Erde:
- 2013: Der Wind (MP3; Crivia Records / Stigmata Release)
- 2014: Böse Zeit (CD/FLAC; Steinklang Industries)

Als Vintersolverv:
- 2018: Frost På Träden (CD; Infinite Fog Productions)
- 2019: Der Weg der Toten (CD; Zhelezobeton)

Hinzu kommen diverse Beiträge auf Kompilationen mehrfacher Interpreten.